# 張僊
張僊（？—？），字誠之，號璧峯，江西饒州府浮梁縣人，民籍，明朝政治人物。

## 生平
嘉靖十六年（1537年）丁酉科江西鄉試第二十二名舉人。嘉靖三十二年（1553年）中式癸丑科會試第一百五十一名，二甲第八十四名進士。礼部观政，授河南鄧州知州，升工部员外郎。

## 家族
曾祖張貴賢，義官；祖父張文通；父張瓘，母吳氏。弟张仕、张侃（生员）、张俨。